# A. A. Attanasio

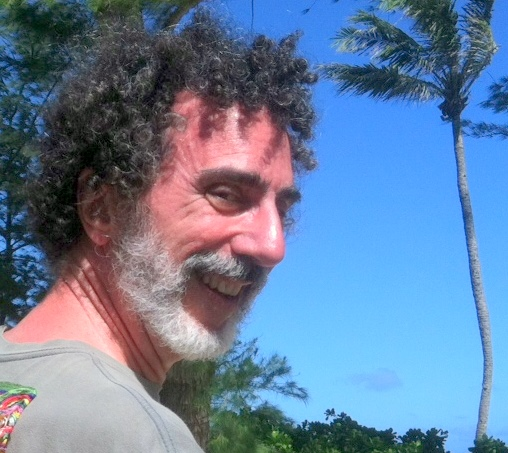
A. A. Attanasio 2012

Alfred Angelo Attanasio (geboren am 20. September 1951 in Newark, New Jersey) ist ein amerikanischer Fantasy- und Science-Fiction-Autor.

## Leben
Attanasio studierte Literatur an der University of Pennsylvania, wo er 1973 mit dem Bachelor abschloss, und dann an der Columbia University (Master of Fine Arts in Kreativem Schreiben 1975) und an der New York University (Master in Literatur 1976). Er hatte schon rüh mit dem Schreiben experimenteller Texte begonnen und kam zur Science-Fiction durch einen Kontakt mit John W. Campbell, damals Herausgeber des SF-Magazins Analog Science Fiction, der sich ergeben hatte, indem Attanasios Tante im gleichen Häkelclub wie Campbells Frau war.
Ab 1971 begann Attanasio Kurzgeschichten zu veröffentlichen, von denen ein Großteil 1985 in dem Erzählungsband Beastmarks gesammelt erschien. Ein weiterer Erzählband Twice Dead Things erschien 2006.
1981 erschien dann Attanasios Debütroman Radix, erster Band einer Tetralogie. Der umfangreiche Roman schildert in detaillierter Ausarbeitung die Erde einer fernen Zukunft, die der genverändernden Strahlung eines Schwarzen Lochs ausgesetzt zu einer bizarren Welt wird, bevölkert von humanen Mutanten, mutierten Tierrassen, fremden Geistwesen und den letzten Menschenstämmen.
Radix wurde 1981 für den Nebula Award als bester Roman nominiert. Die weitere Bände der Reihe waren In Other Worlds (1984), Arc of the Dream (1986) and The Last Legends of Earth (1989).
Neben den Radix-Romanen veröffentlichte Attanasio auch den Arthor-Zyklus, der sich im Umkreis der Mythen um König Artus bewegt, sowie die Romane Wyvern (1988; deutsch als Jaki), einen Abenteuerroman mit phantastischen Elementen um einen Halbwilden in Ostasien, aus dem ein erfolgreicher Pirat wird, und Hunting the Ghost Dancer (1991), in dem es um einen letzten Neandertaler geht.
Zumeist schreibt Attanasio unter seinen abgekürzten Realnamen „A. A. Attanasio“, er hat aber auch unter dem Pseudonym „Adam Lee“ veröffentlicht.
Attanasio lebt in Honolulu, Hawaii.

## Bibliografie

### Serien und Zyklen
Radix
- 1 Radix (1981)
  - Deutsch: Radix : Die Sage einer Zukunft, wie sie bisher selbst in der Science-fiction undenkbar war. Übersetzt von Ralph Tegtmeier. Bastei-Verlag Lübbe (Bastei-Lübbe-Taschenbuch #24059), Bergisch Gladbach 1984, ISBN 3-404-24059-6.
- 2 In Other Worlds (1984)
  - Deutsch: Evoe͏̈ : Eine unglaubliche Liebe am Rande der Zeit. Übersetzt von Angelika Weidmann. Bastei-Verlag Lübbe (Bastei-Lübbe-Taschenbuch #24094), Bergisch Gladbach 1987, ISBN 3-404-24094-4.
- 3 Arc of the Dream (1988)
- 4 The Last Legends of Earth (1989)
  - Deutsch: Die letzte Legende der Erde. Übersetzt von Ralph Tegtmeier. Bastei-Verlag Lübbe (Bastei-Lübbe-Taschenbuch #24148), Bergisch Gladbach 1991, ISBN 3-404-24148-7.

Arthor
- 1 The Dragon and the Unicorn (1994)
  - Deutsch: Der Drache und das Einhorn. Übersetzt von Michael Morgental. Weitbrecht, Stuttgart und Wien 1995, ISBN 3-522-71810-0.
- 2 Arthor (1995; auch: The Eagle and the Sword, 1997)
  - Deutsch: König Arthor. Übersetzt von Michael Morgental. Weitbrecht, Stuttgart, Wien und Bern 1996, ISBN 3-522-71811-9.
- 3 The Wolf and the Crown (1998; auch: The Perilous Order, 1999)
- 4 The Serpent and the Grail (1999)

The Dominions of Irth (als Adam Lee)
- 1 The Dark Shore (1996)
- 2 The Shadow Eater (1998)
- 3 Octoberland (1998)

### Romane
- Wyvern (1988)
  - Deutsch: Jaki. Übersetzt von Wiebke Schmaltz und Cornelia Stoll. Ed. Weitbrecht, Stuttgart und Wien 1989, ISBN 3-522-70620-X.
- Hunting the Ghost Dancer (1991)
- Kingdom of the Grail (1992)
  - Deutsch: Im Königreich des Grals. Übersetzung von Maja Ueberle-Pfaff und Susanne Höbel. Weitbrecht, Stuttgart und Wien 1993, ISBN 3-522-71320-6.
- The Moon’s Wife (1993)
- Solis (1994)
- Silent (1996; mit Robert S. Henderson)
- Centuries (1997)
- The Crow: Hellbound (2001)
- Killing with the Edge of the Moon (2006)
- The Conjure Book (2007)
- The Moon’s Prophecy (Brave Tails #1, 2009, als Jonathan Sparrow)

### Sammlungen
- Beastmarks (1985)
- Twice Dead Things (2006)

### Kurzgeschichten
1971
- Spice Trails by Dr. Joseph-Beyrd Markham (1971, in: Mount to the Stars, #2)

1972
- The Elder Sign (1972, in: Meade Frierson, Penny Frierson (Hrsg.): HPL)

1973
- Loup Garou (in: The Haunt of Horror, June 1973)

1974
- Once More, the Dream (1974, in: Hilary Bailey und Charles Platt (Hrsg.): New Worlds 7)

1975
- Interface (1975, in: Robert Silverberg und Roger Elwood (Hrsg.): Epoch)
- Glimpses (1975, in: Gerald W. Page (Hrsg.): Nameless Places)

1977
- The Blood’s Horizon (1977, in: Robert Silverberg (Hrsg.): New Dimensions Science Fiction Number 7)

1980
- The Star Pools (Cthulhu-Mythos, 1980, in: Ramsey Campbell (Hrsg.): New Tales of the Cthulhu Mythos)

1985
- The Answerer of Dreams (1985, in: A. A. Attanasio: Beastmarks)
- The Last Dragon Master (1985, in: A. A. Attanasio: Beastmarks)
- Matter Mutter Mother (1985, in: A. A. Attanasio: Beastmarks)
- Monkey Puzzle (1985, in: A. A. Attanasio: Beastmarks)
- Nuclear Tan (1985, in: A. A. Attanasio: Beastmarks)
- Over the Rainbow (1985, in: A. A. Attanasio: Beastmarks)
- Sherlock Holmes and Basho (1985, in: A. A. Attanasio: Beastmarks)

1989
- Atlantis Rose (in: Journal Wired, Winter 1989)

1992
- Ink from the New Moon (1992, in: Gregory Benford und Martin H. Greenberg (Hrsg.): Alternate Americas)
- Maps for the Spiders (in: Strange Plasma, #5, 1992)

1993
- Wax Me Mind (in: Crank! #1, Fall 1993)

1994
- Remains of Adam (in: Asimov’s Science Fiction, January 1994)
- The Dark One: A Mythograph (in: Crank! #4, Autumn 1994; auch: The Dark One, 2008)

1995
- A Priestess of Nodens (1995, in: Scott David Aniolowski (Hrsg.): Made in Goatswood: New Tales of Horror in the Severn Valley)

1998
- Hellbent (1998, in: Edward E. Kramer und James O’Barr (Hrsg.): Shattered Lives and Broken Dreams)

2003
- Time in the Hourless House (2003, in: Edward P. Berglund (Hrsg.): The Disciples of Cthulhu II: Blasphemous Tales of the Followers)

2004
- Demons Hide Their Faces (2004, in: Al Sarrantonio (Hrsg.): Flights: Extreme Visions of Fantasy)
- Zero’s Twin (in: The Magazine of Fantasy & Science Fiction, June 2004)

2005
- Shagbark (in: Book of Dark Wisdom #6, Spring 2005)

2006
- Brave Tails (2006, in: A. A. Attanasio: Twice Dead Things)
- Death’s Head Moon (2006, in: A. A. Attanasio: Twice Dead Things)
- Riversplash Mountain (2006, in: A. A. Attanasio: Twice Dead Things)
- Slain (2006, in: A. A. Attanasio: Twice Dead Things)
- The Strange, Wild Provenance of the Brave Tails (2006, in: A. A. Attanasio: Twice Dead Things)
- Thirteen Raptures of the Black Goat (2006, in: A. A. Attanasio: Twice Dead Things)
- Twice Dead Things: Investigations of the Fractal Blood Soul (2006, in: A. A. Attanasio: Twice Dead Things)

2007
- Telefunken Remix (in: The Magazine of Fantasy & Science Fiction, May 2007)
- Fractal Freaks (2007, in: William Jones (Hrsg.): Horrors Beyond II: Stories of Strange Creations)